# Арфіст на вітрі
«Арфіст на вітрі» (англ. Harpist in the Wind) — фентезійний роман американської письменниці Патриції Маккілліп, написаний 1979 року. Разом з книгами «Спадкоємиця моря та вогню» та «Загадка майстра Геда» входить до трилогії «Загадка майстра». У 1999 році всті три романи потрапили до видання «Загадка майстра: Повна трилогія». У Великій Британії роман у м'якій обкладинці вийшов раніше, ніж у США.

## Сюжет
Моргон з Геду та Райдерле з Ану вирушають разом, щоб з'ясувати ким є насправді «змінювачі форм», які їх переслідують, а також де той самий Вищий, джерело закону на цій земіл, який тримає царство єдиним. На шляху мандрівникам допомагають маги царств, нещодавно звільнені з підземель, в яких їх тримав Гістесльвгольм їх допоки цьому не завадив Моргон, а також регенти/правителі царств. Після сутички з Гістесльвгольмом у місті Лунгольд, де колись керував майстер, змінювачі форм ув'язнили Моргона в горі Ерленстар, оскільки вони не планували його вбивати. Вони, надіслані Господарем Землі, хочуть використати бранця, щоб знайти Вищого, який заважає їм користуватися силою в повній мірі. Зрештою, він тікає за допомогою Редерле та незнайомця, який згодом виявляють замаскованим Вищим. Шукаючи притулку на віддаленій Півночі, Моргон починає вивчати закони земель кожного царства. Після того, як він частково засвоїв усі закони земель, Моргон з'ясовує, що Вищий мандрував з ним як Дет та маг Ірт; Вищий на вершині Вітряної рівнини говорить Моргону, що він (Моргон) є спадкоємцем Вищого. Коли Вищий вбиває Гістесльвгольма, який керував «змінювачами форм», за допомогою трьохзіркового меча Моргона, Моргон вчиться створювати та/або поєднувати вітри, щоб подолати Господарів Землі та принести мир на землю; він справді є спадкоємцем Вищого.
У трилогії, земельного закону дотримується кожен правитель свого царства у буль-якій сфері. Правителі нібито знають про всі об'єкти в межах свого царства. Вони можуть відчути кожну істоту, кожну рослину, кожну скелю. Вищий, у баченні Маккілліп, здається, має однакові стосунки з усіма царствами, оскільки він почав узгоджувати всі закони земель, коли відчув, що господар Землі Ерієль почав концентрувати владу для власних корисливих цілей. Коли приймається закон про землю, спадкоємець раптово усвідомлює все, що є на території його царства або володіння.

### Обстановка
У трилогії земельне право перебуває в руках земельного правителя кожного з королівств, що входять до складу королівства. Землеправителі нібито знають про всіх істот у своєму королівстві. Вони відчувають кожну істоту, кожну рослину, кожен камінь. У творінні МакКілліпа Всевишній, здається, має такий самий зв'язок з усім королівством, оскільки він почав зв'язувати всі закони землі, коли відчув, що Володар Землі Еріель почав збирати владу для своїх власних цілей. Коли земний закон помирає, земний спадкоємець раптово стає обізнаним про все у своєму королівстві або в усьому королівстві.

## Нагороди
«Арфіст на вітрі» був номінований на премію Г'юго 1980 року за найкращий роман.